# Workhorse Group
 (juin 2020).
Workhorse Group Incorporated est une entreprise américaine fabricant des véhicules utilitaires et professionnels électriques. 